# Glossosoma nichinkata
Glossosoma nichinkata là một loài Trichoptera trong họ Glossosomatidae. Chúng phân bố ở miền Cổ bắc.